# Franz Kürschner
Franz Kürschner (* 1929 in Sonneberg; † 4. September 1973 in Suhl) war ein deutscher Maler und Grafiker in Thüringen.

## Leben und Werk
Der Vater Kürschners, Franz Kürschner, war Malermeister und betrieb in Sonneberg ein Malergeschäft. Bei ihm absolvierte Kürschner von 1948 bis 1950 eine Lehre als Maler. Kürschner war schon als Kind am Zeichnen und Malen interessiert und nahm während seiner Schul- und Lehrzeit Unterricht bei Karl Staudinger. Er machte die Meisterprüfung und studierte von 1951 bis 1954 an der Fachschule für angewandte Kunst in Erfurt. Dort fand er in Otto Knöpfer seinen Mentor. Nach dem Studium ging Kürschner wieder nach Sonneberg und arbeitete freischaffend als Maler und Graphiker. Er gab Malkurse und war Dozent an der Sonneberger Fachschule für Spielzeug. Studienreisen führten ihn in die UdSSR und nach Bulgarien.
Kürschner war Mitglied des Verbands Bildender Künstler der DDR. 1960 erhielt er den Kunstpreis des FDGB. 1971 war er auf der Bezirkskunstausstellung Suhl vertreten. 2021 wurden in der Sonneberger Wanderausstellung Sonneberger Schlaglichter auch Arbeiten Kürschers gezeigt.